# Lázár József (közíró)
Lázár József (Temesvár, 1908. október 25. – Kolozsvár, 1972. február 9.) erdélyi magyar közíró, lapszerkesztő.

## Életútja
Iskoláit szülővárosában végezte (1925), alkalmi munkákkal kereste kenyerét. Már ifjúkorában bekapcsolódott a  munkásmozgalomba. Első írását 1934-ben a Déli Hírlap közölte, karcolatai, riportjai a Mai Nő, Falvak Népe, szociológiai reflexiói a Korunk (1938–39) hasábjain jelentek meg. A második világháború alatt munkatáborba került. A háború után a temesvári Szabad Szó főszerkesztője (1945–48), az újjászervezett Arany János Társaság alelnöke (1946–48). Az MNSZ Központi Bizottságának tagja, nemzetgyűlési képviselő, a Világosság főszerkesztője (1949–52). Belső munkatársa a Romániai Magyar Szónak Bukarestben (1952), majd a Dolgozó Nőnek (1953–57), végül 1957-től az újrainduló Korunknak, ahol az 1964/3-as számtól kezdve szerkesztőbizottsági tag. 1972-ben nyugalomba vonult.
A Korunkban megjelent társadalmi elemzései konkrét helyszíni felmérések alapján igyekeztek bemutatni a kor ellentmondásait. Említésre méltók:
- Emberek a gyárban (1963/5);
- Amit nem fényképeztek (1964/6);
- Filmkockák egy üzem életéből (1966/8);
- Elmélkedés a bűnözésről (1968/7);
- Gondolatok az emberi kapcsolatokról (1969/9) c. írásai.